# Michael Jefferson Nascimento
Michael Jefferson Nascimento (født 21. januar 1982) er en brasiliansk fodboldspiller.